# هرولد هوث
هرولد هوث (انگلیسی: Harold Huth؛ ۲۰ ژانویه ۱۸۹۲ – ۲۶ اکتبر ۱۹۶۷) یک تهیه‌کننده فیلم، کارگردان و بازیگر اهل بریتانیا بود.
از فیلم‌ها یا برنامه‌های تلویزیونی که وی در آن نقش داشته است، می‌توان به باج‌گیری و پیش از عاشقی، حواست را جمع کن اشاره کرد.